# Поль и Виржини
«Поль и Виржини́» (другие варианты перевода названия — «Павел и Виргиния», «Поль и Виргиния») — повесть-притча французского писателя Бернардена де Сен-Пьера, впервые опубликованная в 1788 году в рамках его философского трактата «Этюды о природе». Яркий образец сентиментализма в литературе. Повесть пользовалась в своё время исключительной популярностью, так что даже детей называли именами её героев.

## Сюжет
Действие происходит на острове Иль-де-Франс (ныне о. Маврикий). Поль (сын простой бретонки Маргариты) и Виржини (дочь знатной дамы из Нормандии госпожи де Латур) воспитываются вместе, матери их дружат и живут по соседству. Поль превратил долину, где стояли их дома, в райский уголок, причем каждый угол этого прекрасного сада имеет своё название. Дети не умеют ни читать, ни писать, но живут по принципам «лучшей из книг» — Евангелия. Виржини влюбляется в Поля, но её мать противится их браку; тем временем тётушка госпожи де Латур присылает письмо, в котором зовёт Виржини к себе. Виржини клянётся Полю в вечной любви и отправляется в Европу; во Франции её определяют в пансион при монастыре. По возвращении домой она погибает: близ Иль-де-Франса корабль «Сен-Жеран» терпит крушение, а целомудренная Виржини отказывается от предложения снять с себя платье и тонет с образком в руке (подарок Поля). Безутешный Поль умирает два месяца спустя; ещё через месяц земной мир покидает госпожа де Латур.

## Литературные влияния
Повесть отражает в первую очередь влияние близкого друга её автора Жан-Жака Руссо, а также автора «Приключений Телемака» Ф. Фенелона. Кроме того, сам автор именовал своё произведение пасторалью; Поль и Виржини сравнимы с Дафнисом и Хлоей (одноименный роман Лонга), Астреей и Селадоном из романа Оноре д’Юрфе «Астрея», а также с Тристаном и Изольдой. Наконец, заметно стремление автора сочувственно представить чернокожих; здесь сказалось влияние идей аболиционизма.

## Литературные достоинства
Несмотря на некоторую наивность, «Поль и Виржини» отличается высоким мастерством стиля. Повесть представляет собой первый образец в дальнейшей весьма востребованной литературой романтизма поэтики экзотической природы. Как указывал советский литературовед Константин Державин, «Бернарден де Сен-Пьер — исключительный мастер литературного пейзажа, который у него наполнен яркими образами и целым миром звуков. Бернарден был замечательным художником-колористом, который изобрёл настоящую словесную палитру красок, неведомую его учителю Руссо».
Идиллия в повести выглядит изначально подточенной: «Величественность и мощь экзотического пейзажа, величественность и катастрофичность природных сил, вслед за общественными, социальными разрушающих жизнь героев, всё это позволяет говорить об изначальной трещине, разъединяющей природу и человека, дисгармонии природы и человека, вторжении в человеческую судьбу катастрофического начала».

## «Поль и Виржини» в России
Вскоре после публикации французского издания книга была переведена на английский, немецкий, голландский, русский, польский и испанский языки. В России XIX века большой популярностью пользовался перевод повести, выполненный А. П. Подшиваловой и впервые опубликованный в 1793 году, сначала на страницах журнала «Чтение для вкуса, разума и чувствований», а затем отдельным изданием в Университетской типографии (Москва). Известно два театральных произведения, написанных по мотивам повести: пьеса Василия Жуковского «Госпожа де-ла-Тур»(1795; текст этого юношеского сочинения писателя утрачен) и пьеса Николая Полевого.

### Успех книги в провинции
Большой интерес к «Полю и Виржини» питали в провинции — не только во французской (Вероника Граслен в романе Бальзака «Сельский священник», госпожа Бовари в одноименном романе Флобера, имена детей госпожи Обен в его же новелле «Простая душа»), но и в русской. Как указывает А. Белова, 
«для провинциальных дворянок-сестер первой половины XIX века, живших в сельской усадьбе, вместе воспитывавших своих детей и приучавших их с детства к тесному родственному общению, могли казаться привлекательными некоторые идеи французского сентиментализма, в том числе и нашедшие отражение в романе Бернардена де Сен-Пьера, а именно: тихая деревенская идиллия, жизнь на лоне природы вдали от „цивилизации“ и светского общества, особое влияние матери на становление личности ребенка, человеколюбие и приверженность добродетели».

### Тургенев
В романе Тургенева «Рудин» (1856) книга Бернардена предстает как символ мелодраматической любовной идиллии; один из героев романа, Лежнев, жалуется на роковую роль Рудина в его взаимоотношениях с возлюбленной: 
«Я бы едва ли женился тогда на моей барышне (столько-то во мне еще здравого смысла оставалось), но по крайней мере мы бы с ней славно провели несколько месяцев, вроде Павла и Виргинии; а тут пошли недоразумения, напряженности всякие — чепуха пошла, одним словом».

### Оценка К.Батюшкова
Константин Батюшков высоко оценивал повесть Бернардена: 
В 1814 <г.>, в бытность мою в Париже, я жил у Д<амаса>. и сделался болен. Послал в ближайшую биб<лиотеку> за книгами. Приносят «Paul et Virginie», которую я читал уже несколько раз, читал и заливался слезами, и какие слезы! Самые приятнейшие, чистейшие! После шума военного, после ядер и грома, после страшного зрелища разрушения и, наконец, после всей роскоши и прелести нового Вавилона, которые я успел уже вкусить до пресыщения, чтение этой книги облегчило мое сердце и примирило с миром.

## Интересные факты
В 1920 году Жан Кокто и Рэймон Радиге написали специально для Эрика Сати либретто комической оперы «Поль и Виржини». Однако музыка композитором так и не была написана, несмотря на якобы активную работу весной и летом 1922 года:512. Неудача была связана с раздражением Сати на Жана Кокто, а также непоследовательным поведением заказчика, Жака Эберто, который сначала поставил оперу в программу Театра Елисейских полей, а затем отказался от неё:520. В декабре 1922 года «Поля и Виржини» пытался перекупить также Дягилев, однако и этот прожект не был реализован:523. Текст либретто опубликован только в 1973 году.